# Grad, Cerklje na Gorenjskem
Grad je naselje v Občini Cerklje na Gorenjskem.